# Hemsterhuisstraat

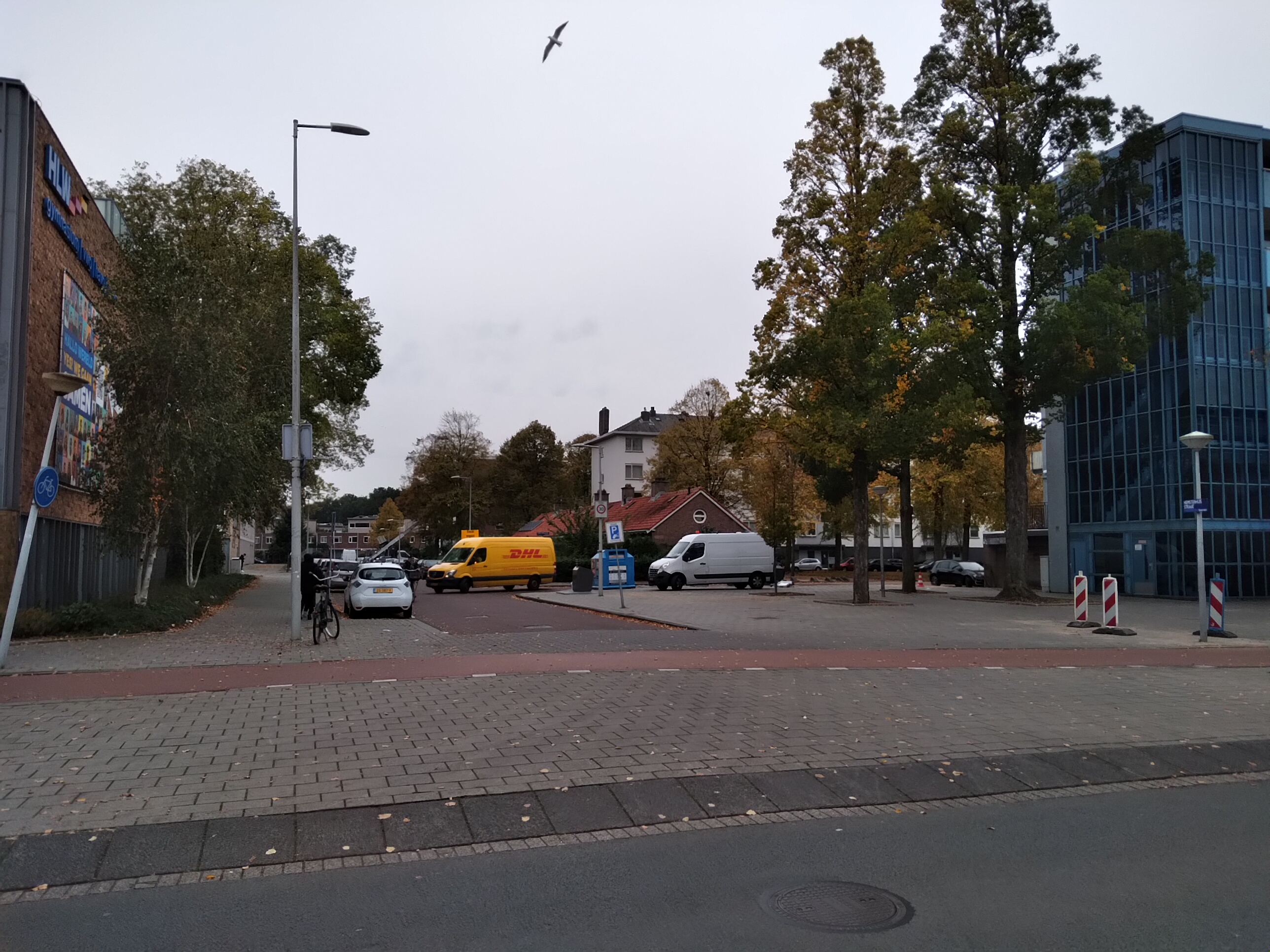
Hemsterhuisstraat richting westen vanaf Johan Huizingalaan (oktober 2020)

De Hemsterhuisstraat is een straat in Amsterdam-Nieuw-West.

## Geschiedenis en ligging
De straat, ongeveer 1250 meter lang, kreeg per raadsbesluit van 22 juni 1955 haar naam; een vernoeming naar filoloog Tiberius Hemsterhuis. De straat sluit in het oosten aan op de Marius Bauerstraat. Die overgang gaat gepaard met spoor- en metroviaducten (Hemsterhuismetrobrug) in de in de Ringspoordijk alsmede de brug 666 en 706 over de respectievelijk oostelijke en westelijke  afwateringstochten van de spoordijk. Vandaar loopt ze westwaarts Slotervaart-Noord in. Ze kruist daarbij de hoofdverkeersader Johan Huizingalaan. Na ongeveer 100 meter na de kruising maakt ze een bocht naar het zuiden. Ze eindigt zoals ze begonnen is met een bruggencomplex, in dit geval behorende bij de Cornelis Lelylaan (brug 718 over afwateringstocht en brug 717 in de Lelylaan). De straat gaat onder het viaduct over in de Louis Bouwmeesterstraat. De dubbele knik was noodzakelijk door de aanleg van de Sloterplas en het bijbehorende Sloterpark.
Het stratenplan was al deels aanwezig in het Algemeen Uitbreidingsplan uit 1934/1935, maar werd mede door de Tweede Wereldoorlog hier pas in de jaren vijftig ingevuld. De bebouwing aan het begin van de straat was in de jaren twintig van de 21e eeuw toe aan sloop en nieuwbouw (huisnummers 3-25, origineel ontworpen door Jaap Bot) en uitgebreide renovatie (27-65).

## Gebouwen
Huisnummers lopen op van 3 tot 241; het hoogste even nummer is echter 90. In het verdere verloop van de oneven huisnnumers missen er ook een aantal. De hoogste oneven nummers behoren bij de torenflat Hemsterhuisstraat 145-241, ontworpen door J.F. Berghoef behorend bij het complex Sloterhof, een rijksmonument. De overige bebouwing is divers van laagbouw in aanpalende hofjes met rijtjeswoningen tot portiekflats. Opvallende gebouwen zijn:
- Johan Huizingalaan 91/hoek Hemsterhuisstraat; een garage met benzinepomp uit de periode 1957-1961, ontworpen door H.A.M. van den Berg, het werd in 2013 tot gemeentelijk monument verklaard omdat het een nog bijna gaaf voorbeeld is van garagebouw uit de wederopbouw[2]
- schoolcomplex van het Hervormd Lyceum West op nummer 79, in basis ontworpen door Frans den Tex en Jan Hillebrants (het kent vele uitbreidingen)
- de eerdergenoemde toren van het Sloterhof; het was lange tijd het hoogste gebouw van de buurt.

De straat sluit aan de westzijde af met een villa en bungalow wijkje met de naam Colenbranderhof. De hofjes hebben de status van bijna-monument (orde 2) en zijn ingericht met woningen ontworpen door bijvoorbeeld Bernard Bijvoet.

## Kunst
Van kunst in de openbare ruimte zijn vier objecten te vinden:
- twee tableaus getiteld De scheppende hand en chaos van Raymond Both op de muur van het lyceum
- het beeld Paard van Theresia van der Pant
- een titelloos reliëf in sgraffitotechniek van Jan Goeting bij de ingang van de flat Hemsterhuisstraat 145-241.

Bij de school staande op huisnummer 87 is een speelplaats ingericht met speeltoestellen ontworpen door Aldo van Eyck. Het betreft geen origineel geplaatste speelplaats, maar ingericht rond 2008 (oplevering nieuwbouw school).  

## Openbaar vervoer
Sinds 10 september 1961 rijdt er een buslijn door de straat tussen de Louis Bouwmeesterstraat en brug 717 en de Comeniusstraat. Eerst 
bus 23 en sinds 28 mei 2006 bus 63.Van 18 oktober 1965 tot en met 15 oktober 1971 reed bus 46 door de straat tussen de Johan Huizingalaan en de doorsnijding van de Ringspoordijk naar de Marius Bauerstraat.
In 2015 toen de Comeniusstraat door werkzaamheden was gestremd reed bus 63 een omleidingsroute door het smalle deel van de Hemsterhuisstraat tussen de Commeniusstraat en de Johan Huizingalaan. De straat is hier echter feitelijk ongeschikt voor busverkeer en  moest hiervoor speciaal geschikt gemaakt worden met aanpassing van de verkeersdrempels en het tijdelijk vervallen van parkeerplaatsen. Hierbij was er ook bezwaar van omwonenden in verband met overlast en het tijdelijk vervallen van parkeerplaatsen.

## Afbeeldingen

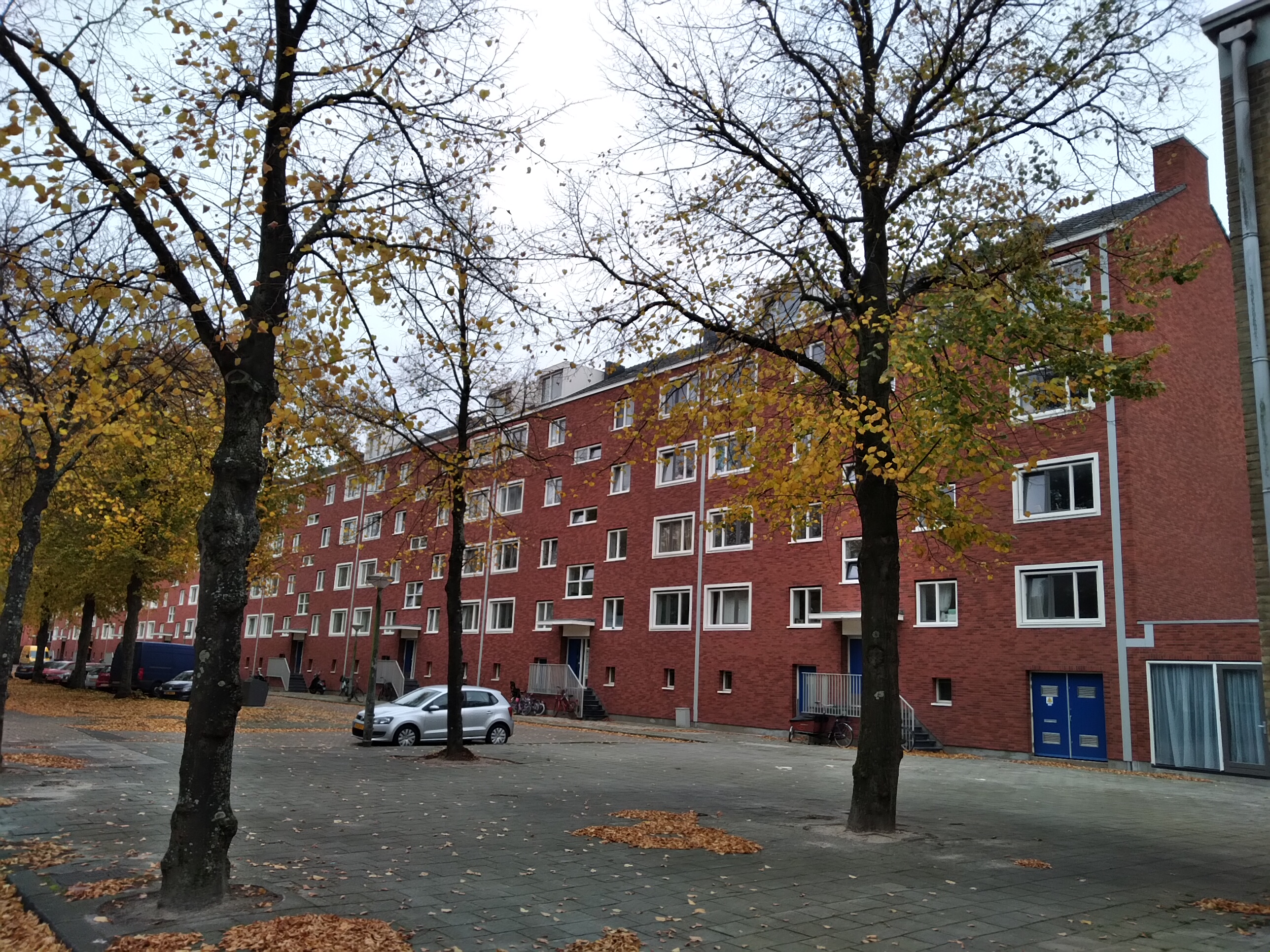
Hemsterhuisstraat 27-65 van Jan Brouwer na renovatie (oktober 2020)
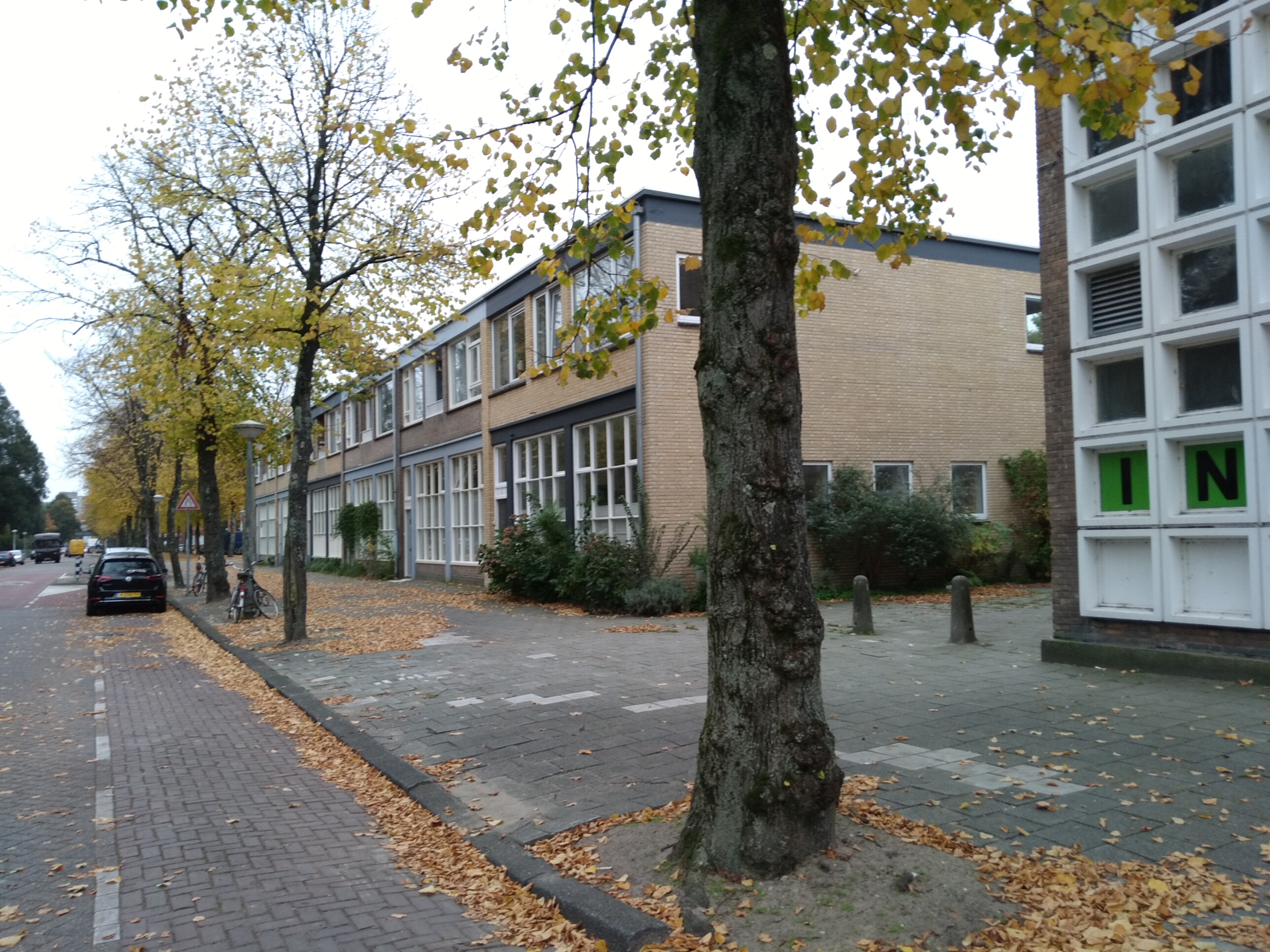
Hemsterhuisstraat 67-77, woon/winkelpanden van K.J. Mijnarends (oktober 2020)
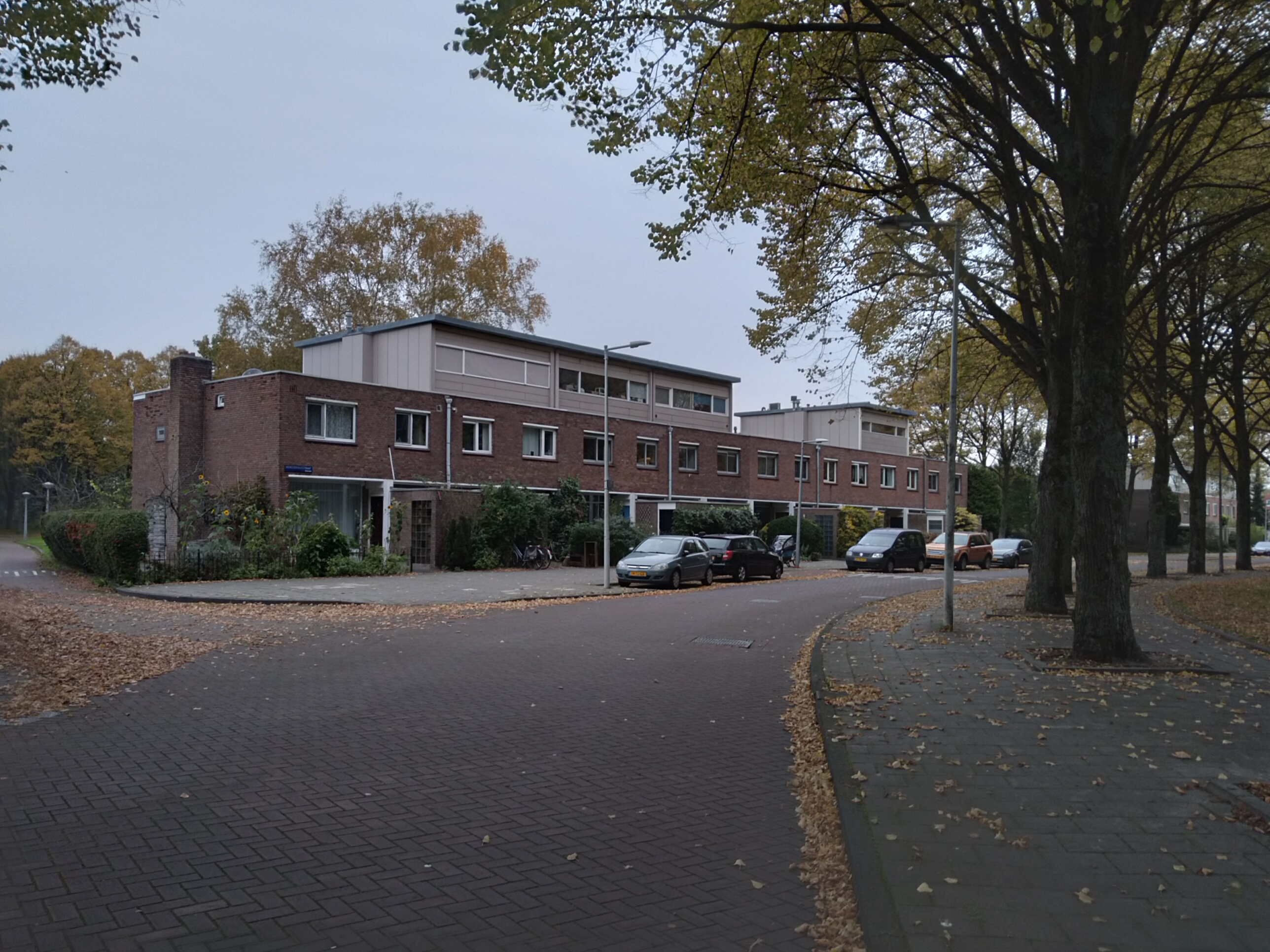
Hemsterhuisstraat 76-90 (oktober 2020)
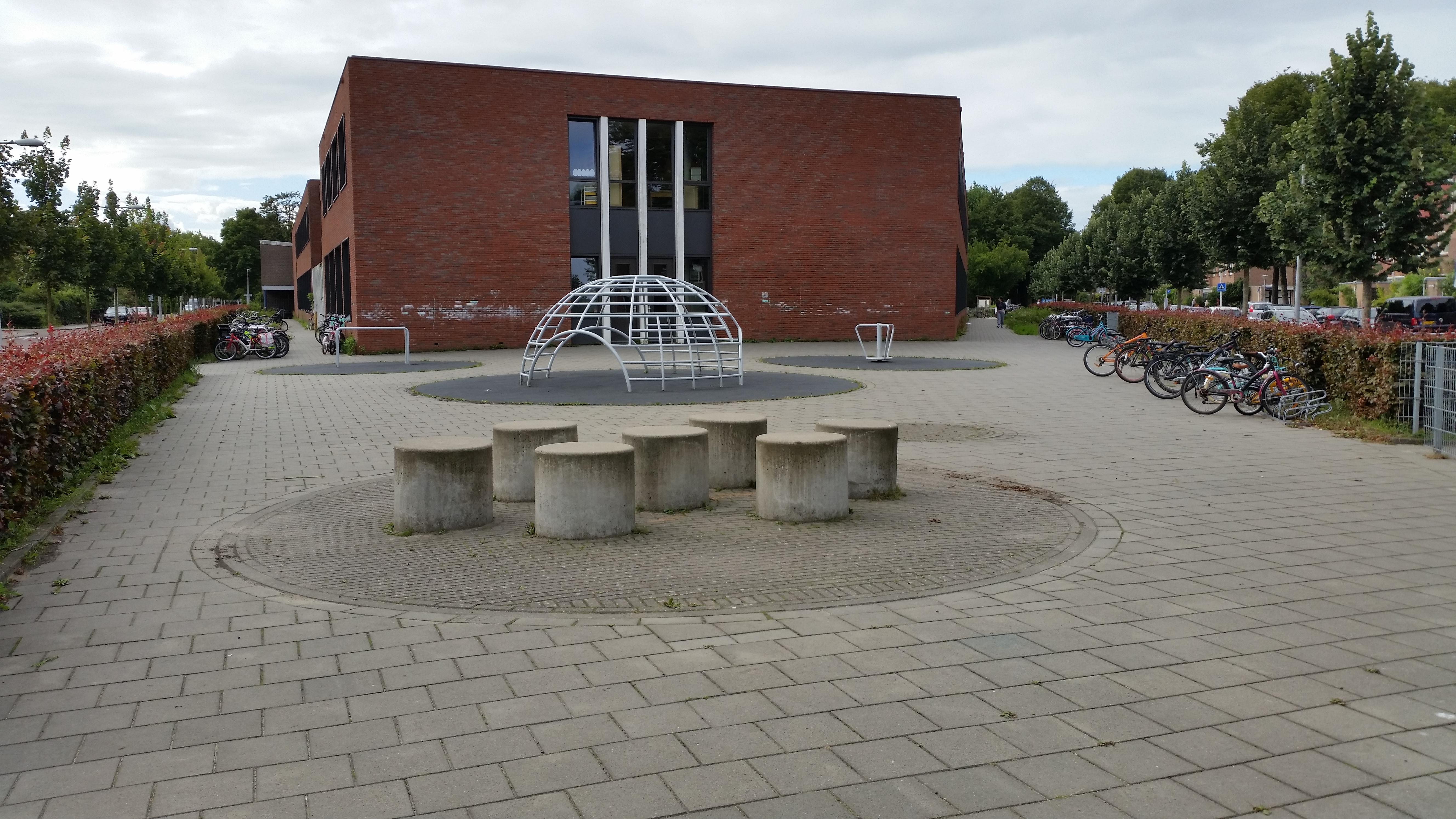
Speelplaats met objecten Aldo van Eyck (augustus 2020)
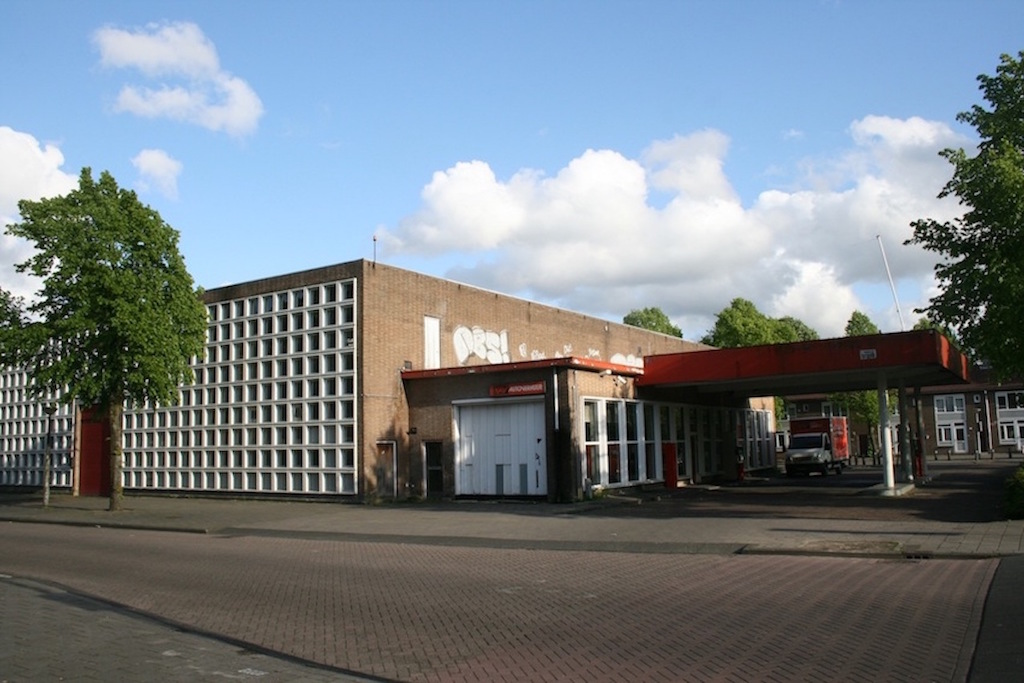
Garage met tankstation (mei 2012)